# El Verger
El Verger és un municipi del País Valencià, situat en la comarca de la Marina Alta, al nord-est de la província d'Alacant. L'any 2017 tenia 4.421 habitants. (INE-2017)

## Geografia

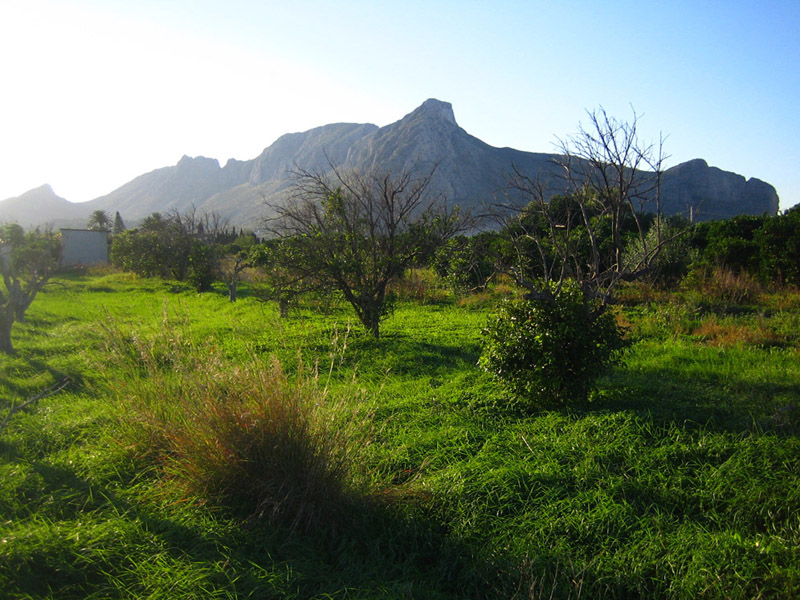
La Segària, la muntanya del Verger

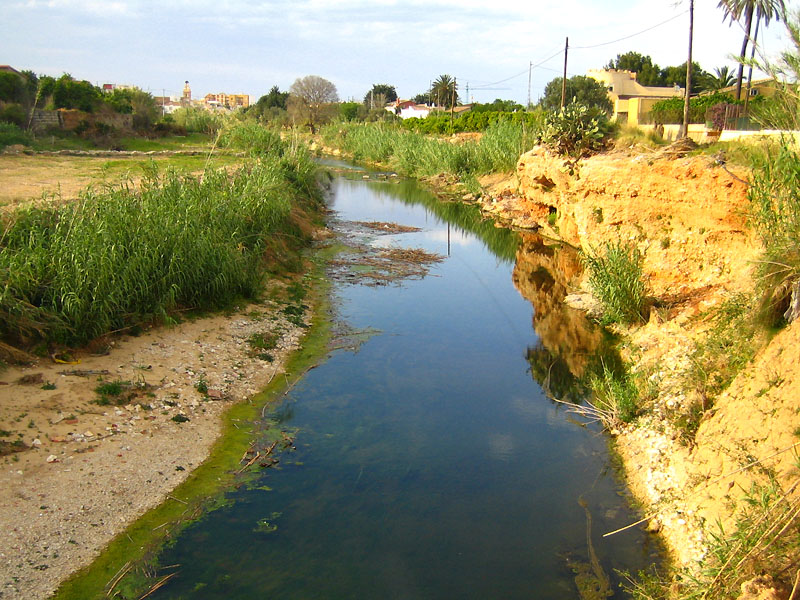
El riu Girona, al seu pas per la vila

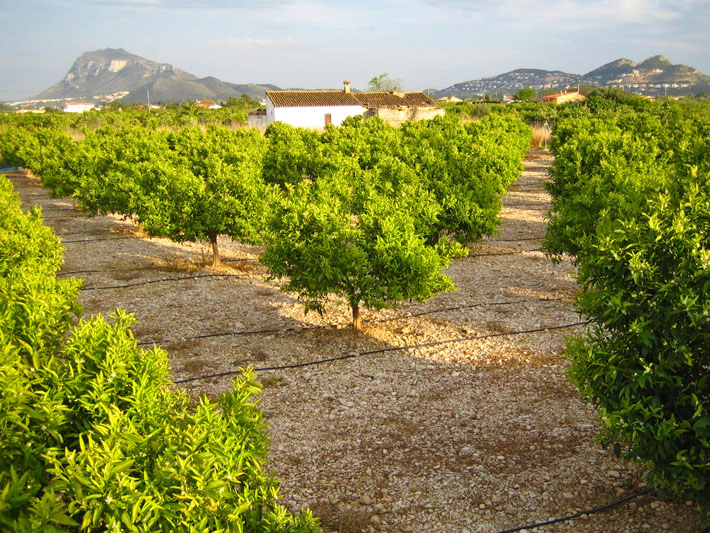
La majoria de les zones agrícoles del municipi es dediquen al taronger.

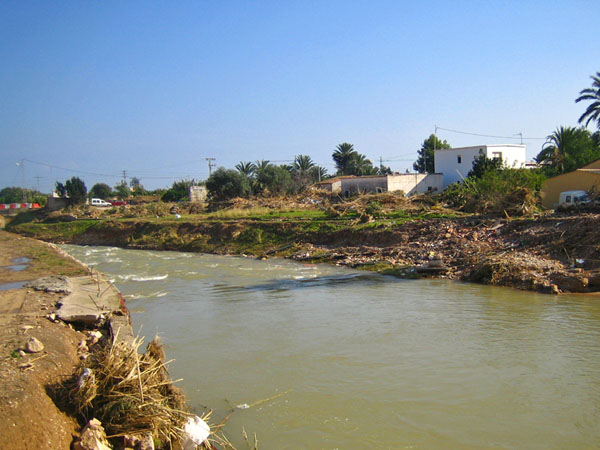
Imatge de la destrossa de cases a les vores del riu Girona, el Verger, després de la riuada de l'octubre de 2007

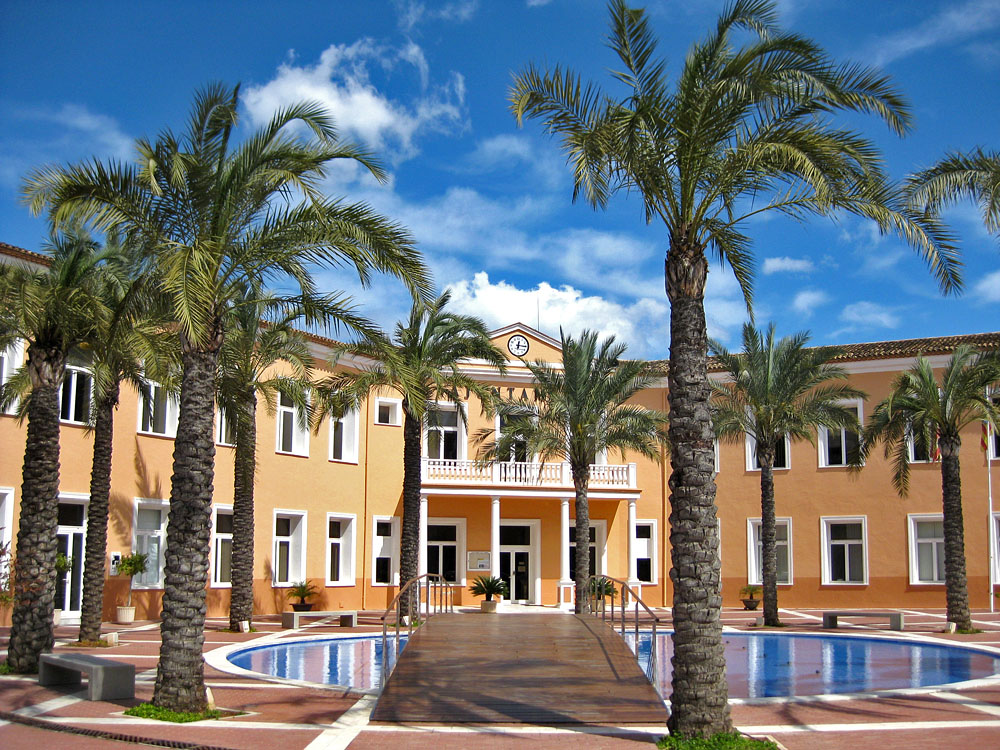
L'Ajuntament, antic col·legi situat al nord del poble

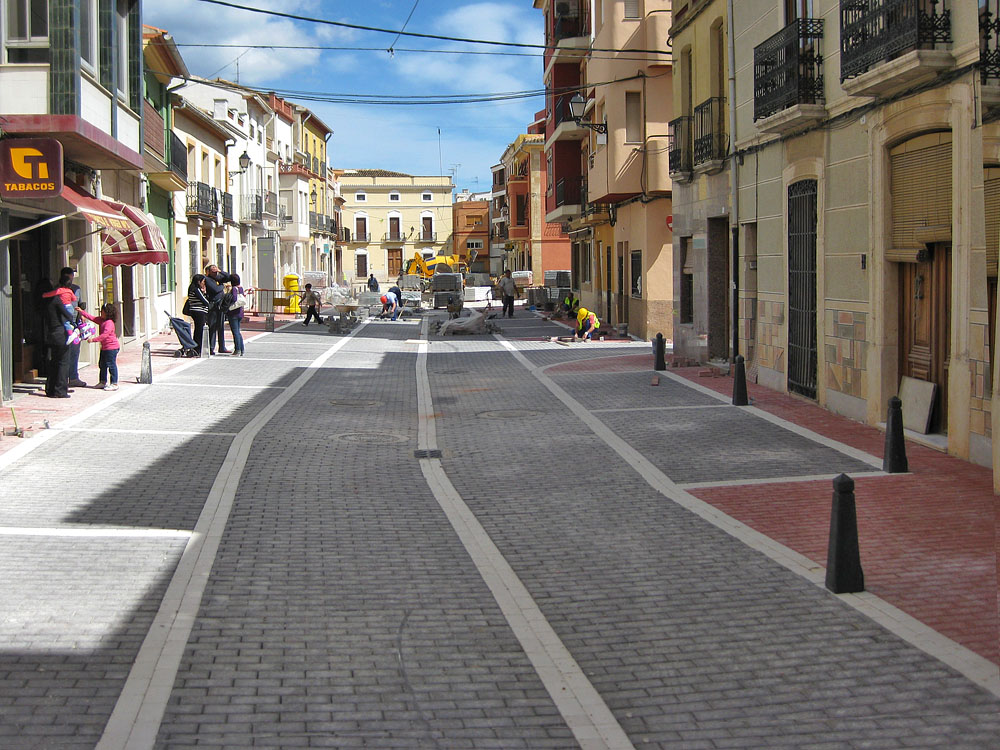
El carrer Major, en obres per pacificar el trànsit

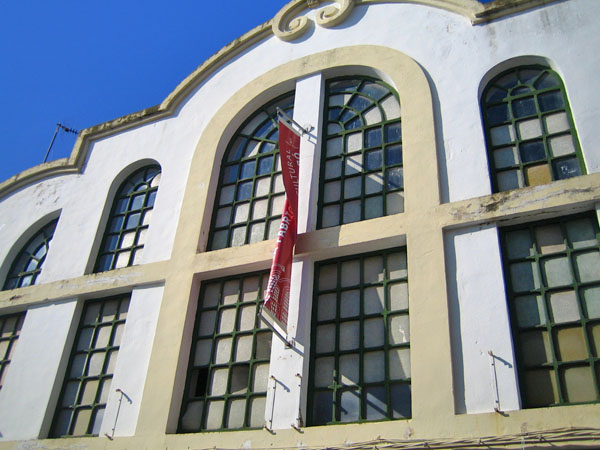
La Fàbrica de Sabó, centre cultural del Verger

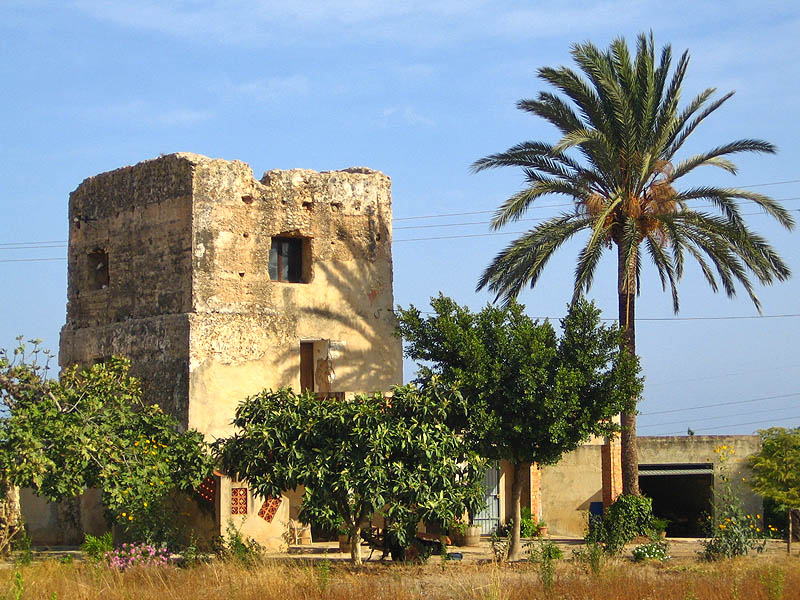
Torre de la Cremadella

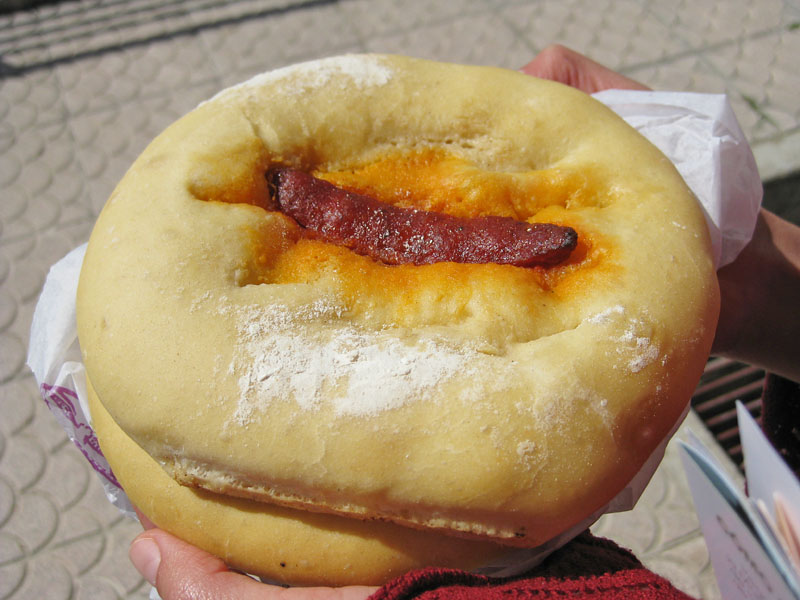
Coca amb llonganissa

El terme municipal conforma un quadrat que fita amb els de Beniarbeig, Benimeli, Pego, Oliva, Dénia, Ondara i els Poblets. El municipi es troba a 91 km tant d'Alacant com de València, i administrativament conforma la frontera de la província d'Alacant amb la de València, al Barranc del Molinell. El poble, a l'extrem sud-est del terme, es troba a 3 km de la mar Mediterrània i només 0,5 km de Mira-rosa, nucli de població dels Poblets. La part occidental del terme es repartix entre l'extrem sud-oest delta del riu Racons, la conca del barranc de les Portelles -que a l'est fa de frontera amb els Poblets- i els contraforts nord-orientals de Segària (506 m), una muntanya que forma part del sistema Bètic i dona nom al col·legi local. Llevat de la zona de la serra de Segària, el terme és gairebé pla
El riu Girona o riu del Verger travessa el poble i s'ha desbordat diverses vegades, sent l'última la de l'any 2007. La majoria de les cases es troben a la vora oest del riu, i existixen tres ponts que comuniquen eixe nucli ubà amb les cases de l'altra banda, tradicionalment anomenada popularment l'altra banda del riu, i amb la mar més enllà. Completen la hidrografia del terme el barranc de Portelles per l'oest.
Al voltant de l'entrada nord del poble es troba una gran urbanització, de construcció recent, que troba continuïtat fins a la mar pel terme dels Poblets i l'extrem nord del terme de Dénia. La platja de les Deveses (o del Bassot) s'ha considerat pròpia del Verger, encara que administrativament pertany a Dénia.
Una gran part del terme es dedica a l'agricultura de regadiu, especialment a les hortalisses i la taronja; una part menor es dedica al secà.

## Història
Els pocs testimonis escrits que han sobreviscut indiquen que el Verger fou d'origen un aplec de cases i terrenys posseïts per un ric àrab de Dénia. El 1245 fou conquerit per les tropes de Jaume I i fou donat en senyoriu a Pere Eiximén Carròs, capità dels exèrcits del rei. En tal moment tenia una població gairebé exclusivament musulmana. El poble pertangué a la Taifa de Dénia i amb la reconquesta passà a formar part del nou Regne de València i de la comarca històrica de la Marina.
Als primers segles de domini cristià, el Verger continuaria tenint una població sobretot musulmana, i pertanyia a la fillola d'Ondara. Un avanç important en l'expansió del poble fou la creació d'una parròquia pròpia, ja que prèviament havia conformat només part de la rectoria de Dénia, fet que hauria ocorregut entre l'any 1534 i el 1541. Tanmateix, encara era una població menuda, anomenada sempre com a lloc als documents de l'època. El 1563 una requisició d'armes als moriscs que hi vivien ens explica que en aquell moment hi havia 49 cases i una població morisca de vora 220. La població musulmana va augmentar fins que, el 1609, hi ha via 80 cases i al voltant de 360 moriscos. Però arran de l'expulsió dels moriscos d'aquell mateix any, el poble quedà quasi totalment despoblat.
Com en altres poblacions d'esta part del Regne de València, després de l'expulsió arribaren nous pobladors, no només dels pobles limítrofs —Dénia i Pego, segons explica la carta de poblament—, sinó també de les Illes Balears, generalment Mallorca i especialment a la Marina. Eixe fet explica els trets mallorquins a la parla de la zona. De tota manera, el Verger no recuperaria la població perduda fins ben entrat el segle xviii. El 1910, hi vivien 1.997 persones.
Al segle xvi el senyor del Verger era Joan Jeroni Vives, i continuà en la seua família fins al 1580, quan el vengué als marquesos de Dénia. Així pertangué al Marquesat de Dénia fins a la modernitat.
A principi del segle xx el Verger tenia una escola per a xiquets i una per a xiquetes. També assolí la fita de tenir estació a la línia de tren Dénia - Gandia - Carcaixent, un servei que s'interromprà el 10 de febrer de 1974. Des d'aleshores, ha sigut un reclam polític la restitució al poble d'una moderna línia de ferrocarril.
El 12 d'octubre de 2007, unes fortes pluges que superaren els 400 mm provocaren el desbordament del riu Girona. La riuada destrossà 80 cases a la vora del riu al seu pas pel Verger, i arribà als dos metres d'alçada en alguns carrers. Fou el major creixement documentat del Girona, que a més, va deixar els ponts malmesos i provocà la mort d'una persona. L'any 2007 també marca una fita amb la nova circumval·lació de la carretera nacional, que ha permés la recuperació de la travessia per al trànsit intern i l'expansió del poble amb la construcció de noves finques al voltant de les eixides nord i sud. També es va reconstruir tota la zona fronterera amb el riu, es va crear un petit parc vora el Girona, i es varen empedrar dels carrers de tota la vila vella.
El setembre de 2010 el safari parc situat a la carretera CV-700 va anunciar el seu tancament després de 33 anys per motius econòmics.

## Demografia
La població actual censada és de 4.992 habitants. Un 18,40% dels veïns són de fora de l'Estat Espanyol, principalment marroquins, alemanys i romanesos.
| Població | 1.287 | 1.781 | 2.093 | 1.997 | 1.806 | 2.115 | 2.262 | 2.391 | 3.033 | 3.311 |
|          | 1981  | 1991  | 2000  | 2005  | 2006  | 2007  | 2008  | 2011  | 2012  |       |
| Població | 3.727 | 3.601 | 3.642 | 4.490 | 4.538 | 4.688 | 4.847 | 4.899 | 4.992 |       |

## Cultura
La biblioteca municipal es troba a la Casa de Cultura. Oferix un servici de lectura i préstec de llibres i revistes, tant en valencià com en castellà, a més d'accés gratuït a internet. Avui en dia té un horari d'obertura de mitja jornada. L'espai polivalent més important és la Fàbrica de Sabó, un magatzem industrial situat al nucli urbà i rehabilitat. Hi ha unes quantes associacions musicals, com la Banda que oficialment rep el nom d'Associació Musical del Verger, una colla de dolçainers anomenada Colla l'Esclat, a més de la Colleta del Verger que forma part de l'Espai de Música López Cabrera.
La llengua pròpia del Verger és el valencià. Segons els censos de la Generalitat Valenciana de 1991, 97,9% ho podien entendre, 87,8% el sabien parlar, 63,2% el sabien llegir i 30,4% el podien escriure.

## Festes
El Verger és conegut per les seues festes del 9 al 23 de l'agost. Especialment destaquen els Moros i Cristians amb Ambaixades el 9 i 13 d'agost, entrada el 13, desfile de gala el dia 15 i també participant en l'ofrena i processó. Cal esmentar també la Nit de les Paelles, durant la qual les penyes, quintades i filaes s'acampen al carrer i preparen paella a l'engròs. També destaquen els Bous al Carrer, una solta de bous i vaques al carrer Major. Les festes inclouen processó dels patrons (la Mare de Déu del Rosari, Sant Roc i Sant Isidre), les comparses i carroces, la batalla de l'aigua. Al mig any moro i cristià hi ha el mercat medieval, fira d'atraccions i la fira dels comerços.

## Política i govern
La seu de la corporació municipal es troba a la Plaça de l'Ajuntament, on antigament hi havia el col·legi (Raquel Payá), i destaca una entrada amb un pont que travessa un estany artificial.

### Composició de la Corporació Municipal
El Ple de l'Ajuntament està format per 11 regidors. En les eleccions municipals de 26 de maig de 2019 foren elegits 5 regidors del Partit Socialista del País Valencià (PSPV-PSOE), 3 de Compromís pel Verger (Compromís) i 3 del Partit Popular (PP).
| Eleccions municipals de 26 de maig de 2019 - el Verger                                                                                                  |                                          |                                     |                                     |        |          |          |
| Candidatura | Candidatura                              | Candidatura                         | Cap de llista                       | Vots   | Vots     | Regidors |
| | Partit Socialista del País Valencià-PSOE |                                     | Ximo Coll Moll                      | 1.020  | 45,15%   | 5 (+2)   |
| | Compromís pel Verger                     |                                     | Josep Basili Salort Bertomeu        | 641    | 28,38%   | 3 ()     |
| | Partit Popular                           |                                     | Adela Moncho Mengual                | 577    | 25,54%   | 3 ()     |
| | Vots en blanc                            |                                     |                                     | 21     | 0,93%    |          |
| Total vots vàlids i regidors | Total vots vàlids i regidors             | Total vots vàlids i regidors        | Total vots vàlids i regidors        | 2.259  | 100 %    | 11       |
| | Vots nuls                                | Vots nuls                           | Vots nuls                           | 42     | 1,83%    |          |
| Participació (vots vàlids més nuls) | Participació (vots vàlids més nuls)      | Participació (vots vàlids més nuls) | Participació (vots vàlids més nuls) | 2.301  | 67,98%** |          |
| Abstenció | Abstenció                                | Abstenció                           | Abstenció                           | 1.084* | 32,02%** |          |
| Total cens electoral | Total cens electoral                     | Total cens electoral                | Total cens electoral                | 3.385* | 100 %**  |          |
| Alcalde: Ximo Coll Moll (PSPV) (15/06/2019) Per ser la llista més votada, després de no haver obtingut majoria absoluta dels regidors (5 vots de PSPV.) |                                          |                                     |                                     |        |          |          |
| Fonts: JEC, JEZ Dénia, M. Interior, Periòdic Ara. (* No són vots sinó electors. ** Percentatge respecte del cens electoral.)                            |                                          |                                     |                                     |        |          |          |

### Alcaldes
Des de 2019 l'alcalde del Verger és Ximo Coll Moll del PSPV, qui ja va ser alcalde entre 2015 i 2017.
| Període                       | Alcalde o alcaldessa                        | Partit polític      | Data de possessió     | Observacions        |
| ----------------------------- | ------------------------------------------- | ------------------- | --------------------- | ------------------- |
| 1979–1983                     | Benjamín Almiñana Serra                     | AEV                 | 19/04/1979            | --                  |
| 1983–1987                     | Vicente Domenech Escrivà                    | PSPV-PSOE           | 28/05/1983            | --                  |
| 1987–1991                     | Vicente Domenech Escrivà                    | PSPV-PSOE           | 30/06/1987            | --                  |
| 1991–1995                     | Mateo Salort Rovira                         | PSPV-PSOE           | 15/06/1991            | --                  |
| 1995–1999                     | Esteban Aguilar Català                      | PSPV-PSOE           | 17/06/1995            | --                  |
| 1999–2003                     | Esteban Aguilar Català                      | PSPV-PSOE           | 03/07/1999            | --                  |
| 2003–2007                     | Miguel González Baño Manuel Martínez Pulido | PP Bloc             | 14/06/2003 26/11/2004 | Moció de censura -- |
| 2007–2011                     | Miguel González Baño                        | PP                  | 16/06/2007            | --                  |
| 2011–2015                     | Miguel González Baño                        | PP                  | 11/06/2011            | --                  |
| 2015–2019                     | Ximo Coll Moll Josep Basili Salort Bertomeu | PSPV-PSOE Compromís | 13/06/2015 10/06/2017 | Pacte de govern --  |
| 2019-2023                     | Ximo Coll Moll                              | PSPV-PSOE           | 15/06/2019            | --                  |
| Des de 2023                   | n/d                                         | n/d                 | 17/06/2023            | --                  |
| Fonts: Generalitat Valenciana |                                             |                     |                       |                     |

## Comerços i serveis
Hi ha molts comerços al Verger, destacant-hi els bars i cafés, botigues de roba i de baix preu, papereria, i magatzems de material d'obra. Té supermercats: Mas y Mas, Consum, Lidl, Dia. Al polígon comercial, al nord del poble, es pot trobar bastants magatzems de material d'obra, hortalisses, automòbils, articles domèstics i begudes.
Entre els serveis hi ha dues farmàcies, els correus, la biblioteca, l'oficina de turisme, i la llar de pensionistes.
El mercat es fa cada divendres al carrer Divina Aurora. Es fa un mercat i un mercadet cada diumenge al polígon a l'entrada nord del poble i el dissabte a l'entrada sud del poble.

## Transport
L'empresa d'autocars Alsa i Autocares El Zurdo són les encarregades del transport públic entre el municipi i València, Alacant i Dénia.
L'antiga estació de tren testimonia l'antic ferrocarril Dénia-Carcaixent Actualment les estacions més properes són la de rodalia de València a Gandia i la del TRAM de Dénia.
La carretera N-332 i l'autopista A-7 (eixida d'Ondara) vinculen El Verger amb la xarxa viària. També hi ha un carril bici entre el poble i Pego que té continuïtat en la via verda a Dénia així com el curt passeig ciclable vora el riu Girona fins als Poblets.

## Llocs d'interés
- Església de la Mare de Déu del Roser, d'estil neoclàssic, fou acabada l'any 1732 substituint a l'antic temple, el qual per l'augment de la població havia quedat petit, i que se situava a l'actual carrer del Príncep d'Astúries. Està rematada per una volta de canó. A l'interior es venera la patrona de la població, la Mare de Déu del Roser, obra del valencià Pio Mollà, el retaule major del 1941, que substituí el destruït el 1936. Tot el patrimoni del temple és posterior al 1936, a excepció de la talla de Sant Esteve, que fou salvada del foc per una família que l'amagà a la seua casa.[15]
- Torre de la Cremadella o del Blanc de Morell. Edifici d'interés arquitectònic del baixmedieval. D'origen àrab (segles XIII-XIV) i de caràcter residencial més que no militar, es troba a la partida rural de la Cremadella.[16]
- Torre del Palau dels Medinaceli, única resta del palau del mateix nom.[3] Datant almenys des del 1520,[17] alberga l'oficina de turisme i es troba al carrer de l'Església.
- Casa del Trapig, un molí que podria datar del segle xv, però de la qual hi ha documentació des de 1580. S'utilitzava com a molí de sucre al segle xvi però posteriorment es convertí en almàssera o molí d'oli.[18]
- Mur àrab En queden algunes restes de les quatre façanes fins a 5 metres d'alçada, i la part més visible és la que queda integrada al mur de contenció del riu Girona. Es construí amb tàpia de morter de calç amb rajola massissa. Data del segles XIV-XVI i tenia forma rectangular, abastant una àrea de 900 metres quadrats, dins del qual es postula que hi havia una almàssera.[19]
- Antic ajuntament al carrer de l'antiga carretera.
- Casa de la Senyoreta de la Bassa. Casa pairal amb pati interior; data del principi del segle xx i va ser restaurada per un taller d'ocupació a partir del seu pas a mans de l'Ajuntament en 2008. Fita amb l'església a través d'un pati ample, i es pretén crear-hi un museu etnològic, un arxiu, una sala polivalent i instal·lacions d'informació turística.[20]
- Carrer Major, el carrer més representatiu del Verger, que presenta diverses cases acolorides d'estil tradicional de la Marina.
- Serra de Segària, centre de senderisme més habitual de la contornada, compartida amb els termes d'Ondara i Beniarbeig al sud i Pego al nord. Als contraforts de la serra, darrere el cementeri, arrenca un sender local que enllaça amb un berenador situat a l'ombria.

## Persones il·lustres
- Paula Tomás (futbolista del Llevant UE femení)